# Les Désarrois de l'élève Törless
Cet article concerne le roman de Robert Musil. Pour le film de Volker Schlöndorff, voir Les Désarrois de l'élève Törless (film).
Les Désarrois de l'élève Törless (Die Verwirrungen des Zöglings Törless) est le premier roman de l'écrivain autrichien Robert Musil, publié en 1906.
Le livre, qui s'inscrit dans le genre du roman d'apprentissage, raconte l'histoire sombre et perturbante d'un jeune homme désorienté s'interrogeant sur les valeurs morales de la société et leur signification. Le roman fit d'abord scandale auprès du public et des autorités, à cause d'un contenu sexuel abordé franchement (prostitution, homosexualité, viol), quoique sans rien d'explicite. Plus tard, on a vu dans ce texte plusieurs prémonitions du fascisme, notamment dans les personnages de Beineberg et Reiting, qui paraissent être de sages élèves le jour, mais abusent sans vergogne d'un camarade de classe, psychologiquement et physiquement, la nuit.
En 1966, le réalisateur allemand Volker Schlöndorff produisit une adaptation cinématographique du roman : Les Désarrois de l'élève Törless.

## Résumé
Le roman raconte l'histoire du jeune Törless (Törleß), qui fréquente une école militaire privée à l'époque de la fin de la monarchie en Autriche-Hongrie. Après avoir surmonté le mal du pays et perdu sa virginité avec une prostituée travaillant dans un bar proche de l'école, il rencontre les élèves sadiques et pervers Beineberg et Reiting. Ensemble, ils surprennent l'élève Basini, un jeune homme doux et tranquille, en train de voler l'un de ses camarades de classe. Au lieu de dénoncer l'acte, les trois élèves décident de garder le secret et de punir eux-mêmes Basini. Ils l'enferment dans une vieille salle cachée de l'école, le torturent et le violentent à plusieurs reprises.
Törless participe plutôt passivement aux actes de ses deux camarades de classe, et essaie d'apprendre psychologiquement de Basini, se posant des questions philosophiques sur l'âme et l'existence de l'être humain sans trouver de réponses satisfaisantes. De plus en plus perturbé, Törless essaie d'analyser son univers de manière rationnelle, grâce aux sciences et à l'aide de moyens mathématiques, mais sans trouver de réponse satisfaisante là non plus. Sa relation avec Basini devient peu à peu pour lui un moyen de mûrir et de passer à une autre étape de sa vie. Le protagoniste poursuit une quête déterminée pour obtenir le savoir absolu et tous les moyens lui semblent bons pour arriver à ses fins. En même temps, il développe une sorte de relation homosexuelle avec Basini, qui semble accepter et apprécier de plus en plus son rôle d'esclave et de victime.
Törless décide enfin de l'aider, mais une enquête menée par l'école inculpe uniquement Basini pour ses actes de vol. Törless veut alors intervenir, essayant d'expliquer la situation à l'aide d'exemples comparant la rationalité avec l'irrationalité de l'univers, mais ceci provoque chez les enseignants et la direction plus de confusion qu'autre chose. Ces derniers arrivent alors à la conclusion que Törless est trop sensible et intellectuel pour fréquenter une académie militaire, et ils lui suggèrent de poursuivre une éducation privée au choix de ses parents, conclusion à laquelle il arrive également lui-même. Après une année perturbante, Törless quitte l'école militaire sans gêne ni regret.

## Crise de la métaphysique
La crise de la métaphysique qu'expérimente l'élève Törless s'articule autour de la théorie kantienne de la métaphysique. Tout au long du roman, cette expérience se manifeste de manière extrêmement concrète puisque Musil met en relation la réalité et des concepts flous par l'entremise d'événements qui prennent place dans le monde sensible.
Cette crise débute lorsque Törless fait la découverte d'un autre monde, différent de celui qu'il a toujours connu auprès de ses parents. Immédiatement dans les premières lignes du roman, Törless est présenté comme s'étant développé, depuis l'enfance, dans un milieu bourgeois sous tutelle familiale et intellectuelle. Lors de la perte de sa virginité avec une prostituée, il est confronté à l'altérité face au monde d'«avant», dont il réalise qu'il est un monde de causalité et de banalité. Cette scission de son ancien monde semble intimement liée avec l'effritement de la bourgeoisie dans la Wiener Moderne, alors que l'Empire austro-hongrois sera dissout en 1918. À son arrivée au lycée et à la demande de son père Törless est remis sous une nouvelle tutelle, soit celle de ses nouveaux camarades Beineberg et Reiting. Cette mise sous tutelle est en totale contradiction avec la devise des Lumières que Kant développe dans son texte Aufklärung, « Sapere Aude », qui se traduit par « aie le courage de te servir de ton propre entendement ». C'est grâce à sa crise que Törless réussira, ou du moins tentera, de se sortir de ces dits états de tutelle.
Le roman pose également le problème de la raison en exposant qu'après les Lumières, on voulut tout expliquer à l'aide de la raison et de la science. Toutefois, cette raison à l'état pur semble ne pas tenir compte de l'intangible. Dans son livre Kant et le problème de la métaphysique, Heidegger expose qu' « [e]st pure pour Kant une connaissance à laquelle n'est mêlé rien d'étranger, c'est-à-dire lorsque l'on n'y trouve aucune expérience ou sensation et “qu'elle est possible complètement a priori”. Dans sa recherche de connaissance, Törless tente de remonter à l'origine des choses et en constate l'impossibilité, ce qui cause cette perte de repère. Il réalise également qu'entre le tangible, le concret et l'empirique, il y a de l'intangible qui ne doit pas être écarté dans une expérience complète du monde. Toutefois, avant d'arriver à cette prise de conscience, il perd foi en sa compréhension concrète du monde et tend vers une sorte de nihilisme, voire « une remise en cause de la métaphysique qui conduit à la découverte de la nullité du prétendu fondement auquel la philosophie se réfère, une affirmation que tout discours qui s’interroge sur l’essence ou sur le concept est infondé, ce qui conduit en fait à une négation de la philosophie elle-même ». L'importance que Törless accorde à l'intangible représente en quelque sorte une métaphore de la psyché humaine. En tant qu'humains tangibles, il est inévitable de voir surgir en nous des pulsions ou des émotions intangibles, qui s'expliquent difficilement, mais dont il faut prendre en compte, et qui contribuent à faire de nous des êtres tangibles. C'est à ce niveau que l'expérience humaine doit être vue selon le jeune Törless. Il conclut que la science et la raison pure ne peuvent pas tout expliquer, bien qu'elles soient indispensables.
Au travers du personnage de Törless, Musil exprime sa propre esthétique littéraire qui est de creuser les sentiments humains et leur expérience. La problématique se résout grâce à la posture qu'adopte Törless qui est d'accepter de ne pas réussir à nommer l'intangible, car « les mots semblent effectivement si troubles, équivoques, instables ». Il accepte également le croisement du tangible et de l'intangible dans son intériorité, et cesse de chercher à tout prix l'origine de chaque événement, concept, émotion.

## Réception
Certains critiques assument plusieurs des interprétations mentionnées et voient dans cette œuvre un roman courageux, complexe et diversifié, alors qu'il fut en partie mal reçu lors de sa publication initiale à cause de son contenu fortement pervers et provocant, et de son langage très scientifique et compliqué. Toutefois, il reçut dès l'époque un accueil favorable de la part de la critique, et donna à Musil l'espoir de pouvoir vivre de sa plume.
Le film du même nom réalisé par Volker Schlöndorff redonne une popularité au livre soixante ans après sa parution. Le film, sélectionné en compétition officielle du Festival de Cannes 1966 remporte en outre le Prix FIPRESCI.
Aujourd'hui, ce roman est une lecture obligatoire dans les cours de littérature allemande au Gymnasium (collèges et lycées d'Europe centrale).

## Adaptation cinématographique
- 1966 : Les Désarrois de l'élève Törless (Der junge Törless), film allemand réalisé par Volker Schlöndorff, avec Mathieu Carrière dans le rôle titre